# Neuville-sur-Sarthe

Neuville-sur-Sarthe este o comună în departamentul Sarthe, Franța. În 2009 avea o populație de 2,365 de locuitori.